# Johann Martin Daniel Mayer
Johann Martin Daniel Mayer (?-1836) was een Pruisisch politicus uit de 19e eeuw. Deze raadgever in mijnzaken en directeur van de mijndienst in Düren was, als opvolger van Wilhelm Hardt van 22 april 1819 tot zijn overlijden in maart 1836 de Pruisische commissaris van het condominium Neutraal Moresnet. Opmerkelijk was dat hij in de periode van 1830 tot 1835 geen Nederlandse collega had vanwege de burgeroorlog in Nederland. Johann Martin Daniel Mayer werd opgevolgd door Heinrich Martins.